# Dulo nemzetség

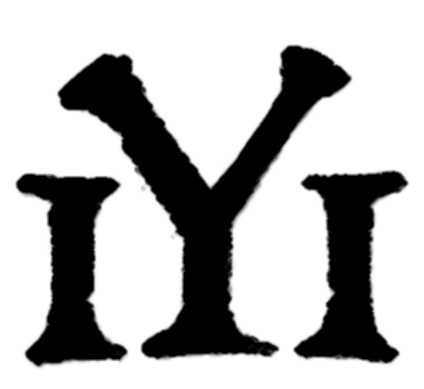
A Dulo-nemzetséghez társított nemzetségjel, avagy tamga. Valójában Tengri istenség rovásjelekkel rótt neve

A Dulo nemzetséghez tartozott Régi Nagy Bulgária uralkodócsaládja. E család sarjának tartották Attila, hun fejedelmet is. Régi Nagy Bulgária felbomlása után az Első dunai bolgár birodalom és Volgai Bolgárország uralkodói is e család képviselői közül kerültek ki.
A nemzetség nevezetes képviselője volt a birodalomalapító Kuvrat, aki a 630. év táján az utrigurokat és a kutrigurokat egyesítve létrehozta Régi Nagy Bulgáriát. Ugyanekkor jött létre – a türkök birodalmának összeomlása nyomán – a Kazár Birodalom is.
Valószínűleg mind Kuvrat, mind a kazárok uralkodócsaládja rokonságban állt a nyugati türkök uralkodócsaládjával, az Asina nemzetséggel, talán annak mellékága lehetett. A bolgároknál mindenesetre később személynévként felbukkant az Asinából eredeztethető Aszen.
Régi Nagy Bulgária felbomlása után Kuvrat fiai, a nemzetség tagjai alapították meg a bolgár utódállamokat. Aszparuh az Első dunai bolgár birodalmat, Kotrag Volgai Bolgárországot.
A csodaszarvas-mondában szereplő Dula, alán fejedelem neve talán a szóban forgó nemzetségre hivatkozik. S meglehet, kapcsolat van a bolgár fejedelmek és az alánok között is.
A csodaszarvas mondában szereplő Hunor neve – Róna-Tas András szerint – a hun szövetség onogur ágazatának nevéből származhat. Az eltérő szótagszám okán a hun (Hunor) és az onogur név azonban nemigen egyeztethető egymással.
A Dulo nemzetség neve Németh Gyula szerint összekapcsolható a gyula – a törökben jula vagy džula – méltóság nevével.